# Association of Research Libraries
L'Association of Research Libraries (dall'inglese: Associazione delle biblioteche di ricerca), abbreviata come ARL, è un'organizzazione senza scopo di lucro che riunisce 125 biblioteche di ricerca di istituti universitari del Canada e degli Stati Uniti. Le biblioteche aderenti all'ARL costituiscono una parte importante del mercato delle biblioteche accademiche e di ricerca, spendono circa 4.5 miliardi di dollari all'anno in risorse informative e sono attivamente impegnate nello sviluppo di nuovi modelli di comunicazione accademica.
Nel 1990 l'ARL ha co-fondato un'organizzazione affiliata, la Coalition for Networked Information (CNI). La CNI è un programma congiunto dell'ARL e di EDUCAUSE, un'associazione senza scopo di lucro la cui missione è quella di promuovere l'istruzione superiore attraverso la tecnologia dell'informazione. L'ARL è anche membro della Library Copyright Alliance, un consorzio di importanti associazioni di biblioteche che hanno unito le forze per affrontare le questioni relative al copyright che riguardano le biblioteche e i loro utenti.

## Storia

### Dal 1932 al 1962
L'Association of Research Libraries tenne la sua prima riunione il 29 dicembre 1932 a Chicago . All'epoca, i suoi membri comprendevano 42 importanti biblioteche universitarie e di ricerca. Questa prima riunione fu principalmente organizzativa. Lo statuto e il regolamento furono accettati e ogni biblioteca adottò uno statuto che affermava: "l'obiettivo sarà, attraverso uno sforzo cooperativo, sviluppare e aumentare le risorse e l'utilità delle collezioni di ricerca nelle biblioteche americane".
Donald B. Gilchrist fu eletto segretario esecutivo. Tra i membri del comitato consultivo figuravano J. Christian Bay (John Crerar Library), James T. Gerould (Princeton University), Harold L. Leupp (University of California – Berkeley), C. C. Williamson (Columbia University) e Phineas L. Windsor (Illinois University).
La prima impresa dell'ARL fu un progetto per la raccolta dati riguardanti le collezioni di manoscritti. Questo progetto ebbe scarso sostegno e fu relativamente di breve durata. Tuttavia, il secondo progetto, l'elenco annuale dei titoli delle tesi di dottorato, fu un contributo significativo alla professione. Il primo volume intitolato Doctoral Dissertations Accepted by American Universities fu redatto dall'ARL e pubblicato da H. W. Wilson nel 1933. Questa serie di pubblicazioni sarebbe diventata il predecessore di quello che oggi è il Dissertation Abstracts. Entrato in vigore nel 1933, il National Industrial Recovery Act consentì alle associazioni di categoria e ai rappresentanti dell'industria di redigere codici industriali per la concorrenza leale. Per incoraggiare la conservazione di questi documenti, nel 1933 l'ARL pubblicò l'Address List of Local Code Authorities under N.R.A.: 1933-1935, preparato dalla National Recovery Administration per il Joint Committee on Materials for Research, istituito dall'American Council of Learned Societies e dal National Research Council. Nel 1936 due nuovi membri si aggiunsero all'ARL: la Grosvenor Library (Buffalo, New York) e la New York University. I National Archives avevano espresso interesse ad aderire, ma in seguito rifiutarono l'invito.
Nel 1937 l'ARL avviò due progetti: la pubblicazione del catalogo della Library of Congress e un'indagine sulla politica dei prezzi della Wilson Company. Nel dicembre 1937 Keyes Metcalf (Harvard University) succedette a Gilchrist in qualità di segretario esecutivo. Gilchrist continuò a curare la pubblicazione del Doctoral Dissertations Accepted by American Universities e a far parte del Wilson Pricing Policy Committee. L'Università della California - Los Angeles aderì all'ARL nel 1937. L'Università statale della Louisiana aderì all'ARL nel 1938. Quando il mandato di Keyes terminò nel 1940, questi fu sostituito da Paul N. Rice (Biblioteca pubblica di New York).
In una riunione del gennaio 1942, fu presentata una proposta per la divisione della responsabilità dell'acquisizione di nuovi materiali. Rice formò un Comitato sulla concorrenza postbellica negli acquisti di libri. I membri di questo comitato includevano Archibald MacLeish (Biblioteca del Congresso), Keyes D. Metcalf e Robert Downs (futuro direttore delle biblioteche dell'Università dell'Illinois). Questo programma servì come progetto pilota per il Farmington Plan.[1] Come parte del progetto della Biblioteca del Congresso, nel 1942 l'ARL sponsorizzò la pubblicazione di A Catalog of Books Represented by L.C. Printed Cards.
Nel marzo 1944 si tenne una riunione di due giorni per discutere una varietà di problemi aperti. Dalla riunione emersero diversi comitati: Comitato per la divisione delle responsabilità per l'acquisizione e la registrazione di materiali di ricerca, Comitato per l'indagine sulla proposta Wilson per la pubblicazione delle schede di catalogo della Library of Congress in forma di libro, Comitato per la ristampa del catalogo del British Museum, Comitato per la messa in sicurezza di file completi di documenti stranieri in alcune biblioteche americane designate, Comitato per gli standard per i college di specializzazione, Comitato per le statistiche dei fondi bibliotecari, Comitato per lo studio dei piani di cancellazione dei materiali scartati dalle biblioteche, Comitato congiunto per i documenti governativi e Comitato congiunto per l'acquisto cooperativo di materiali cinesi.
Nel 1946, Charles E. David (Università della Pennsylvania) fu eletto segretario esecutivo.
Il Farmington Plan fu avviato nel gennaio 1948 e riguardava un numero limitato di monografie pubblicate in Francia, Svezia e Svizzera da 52 biblioteche che collaboravano coll'ARL. Le spese generali erano coperte da una sovvenzione della Carnegie Corporation.[9] Sempre nel 1948, i verbali dell'ARL furono presentati per la prima volta per la pubblicazione su College & Research Libraries.
Nel dicembre 1951 Robert A. Miller fu eletto segretario esecutivo.
Il progetto Foreign Newspaper Microfilm fu avviato nel gennaio 1956 con 46 abbonati e un budget per il primo anno di 14.000 dollari.
William S. Dix, il sesto segretario esecutivo, fu eletto nel 1957. Il suo mandato durò solo due anni, poiché nel 1959 fu eletto presidente della Commissione Nazionale degli Stati Uniti per l'UNESCO. Nel 1960 gli succedette Stephen A. McCarthy.
Il 5 dicembre 1961 l'ARL fu costituita ai sensi delle leggi del Distretto della Columbia.[8] Nel maggio 1962, la National Science Foundation approvò una sovvenzione di 58.350 dollari per due anni per la creazione di un segretariato ARL a tempo pieno. L'incontro di invito del giugno 1962 portò il numero totale dei membri dell'ARL a 72. Nel 1963, l'ARL si assunse la responsabilità di pubblicare le statistiche annuali della biblioteca.